# Theo Travis
Theo Travis (nacido en 1964 en Birmingham) es un saxofonista y flautista inglés.
Travis se graduó en flauta y saxofón en la Universidad de Mánchester y ha trabajado, entre otros, con Gong, Porcupine Tree, The Tangent, Bass Communion, No-Man, David Sylvian, Burnt Friedman y Dave y Richard Sinclair. Desde 1999, ha grabado con el bajista Dave Sturt y varios músicos invitados en la banda de dark ambient Cipher, y en 2006 se unió a Soft Machine Legacy, un proyecto basado en los miembros y la música de Soft Machine, reemplazando al difunto Elton Dean. Es un músico importante en la escena del jazz y el rock progresivo ingleses. 

## Premios
El disco de Travis View From the Edge fue elegido como Mejor CD Inglés de Jazz de 1994 por los críticos y lectores de la revista Jazz on CD. 

## Discografía
- Double Talk (33jazz) - 2007
- Eleven Bowls of Acidophilus Flute Salad (Tonefoat/C) - 2006
- Earth to Ether (33Jazz) - 2004
- Steve Lawson/Theo Travis: For the Love of Open Spaces (Pillow Mountain) - 2003
- Slow Life (Ether Sounds) - 2003
- Theo Travis/Mark Hewins: Guerrilla Music (Burning Shed) - 2002
- Burning Shed Records: Sampler Two - Travis / Hewins track "Slow Life" (Burning Shed) - 2002
- Heart of the Sun - 2001
- Passion Dance - Live at Ronnie's - 1999
- Marshall Travis Wood: Bodywork (33Jazz) - 1998
- Secret Island (33Jazz) - 1996
- View From the Edge (33Jazz) - 1994 ("Best British Jazz CD 1994")
- 2 AM - 1993

### Colaboraciones
- Steven Wilson: "The Raven That Refused to Sing" (And Other Stories) (Kscope) - 2013
- Steven Wilson: Catalog / Preserve / Amass (live) - 2012
- Travis & Fripp: "Follow" (Panegyric) - 2012
- John Foxx: Torn Sunset (Edsel) - 2011
- Steven Wilson: Grace for Drowning (Kscope) - 2011

- Travis & Fripp: Live at Coventry Cathedral (Panegyric) - 2010

- Francis Dunnery: Still Life in Mobile Homes (Aquarian Nation) - 2009
- Gong: 2032 (G-Wave) - 2009

- Karmakanic: Who's the Boss in the Factory? (Inside Out) -2008
- Travis & Fripp: Thread (Panegyric) - 2008
- Jade Warrior: NOW (Windweaver Music) - 2008
- The Tangent: Not as Good as the Book (Inside Out) - 2008
- No-Man: Schoolyard Ghosts' (Kscope/Snapper Music) - 2008
- Bass Communion: Pacific Codex (Headphone Dust) - 2008
- Cary Grace: Where You Go (Door 13 Music) - 2007
- Soft Machine Legacy: Steam - 2007
- The Tangent: A Place in the Queue (Inside Out) - 2006
- John Lester: So Many Reasons (Midnite Cafe) - 2006
- Porcupine Tree: Stupid Dream (Special Edition 2 CD set) (Lava/Atlantic) - 2006
- Cipher: Elemental Forces (Burning Shed) - 2005
- Nine Horses: (David Sylvian/Steve Jansen/Burnt Friedman) Snow Bourne Sorrow - (SamadhiSound) - 2005
- Bass Communion: Indicates Void (Tonefloat) - 2005

- A Marble Calm: Surfacing (Burning Shed) - 2004
- The Tangent: The World That We Drive Through (Inside Out) - 2004
- Steven Wilson:  Unreleased Electronic Music Volume 1 (Headphone Dust) - 2004
- Bass Communion: Ghosts on magnetic tape (Headphone Dust) - 2004
- Tito López Combo: Still Smokin' (Tito's Records) - 2004
- Karen Lane: Taste - 2004

- David Sinclair: Into the Sun - 2003
- David Sinclair: Full Circle - 2003
- Uri Geller: Meditations (Forkbender) - 2003
- Uri Geller: Words of Courage and Inspiration (Forkbender) - 2003
- Darkroom: Remixes - 2003
- Porcupine Tree: The Sky Moves Sideways (Reissue) (Delerium) - 2003
- House of Thandoy: House of Thandoy - 2003
- Harbans Srih's Vybesmen: Harbans Srih's Vybesmen (Tito Records) - 2003
- Bass Communion: / Various Bass Communion remixed (Headphone Dust) - 2003
- No-Man: All that you are (Hidden Art EP) - 2003

- Aphratec: The Discerning Dancefloor - Volume One "All Things" track on vinyl compilation album (Care in the Community Records).
- Cipher: One Who Whispers (Gliss) - 2002
- Gong: OK Friends  (Gas) - 2002
- Gong: From Here to Eternety (2CD reissue) (Snapper) - 2002
- Gong: High above the Subterranea - live DVD (Snapper) - 2002
- Inconnu: Les Pensees de Nos Reves (EP) (Over Records) - 2002

- Akiko Kobayashi: Beloved (Warner Japan) - 2001
- Anja Garbarek: Smiling and Waving (Virgin Norway) - 2001
- Jansen Barbieri Karn (JBK): Playing in a room with people (Medium) - 2001 - (Live album)
- Porcupine Tree: Recordings (K Scope/Snapper) - 2001
- Bass Communion: Bass Communion 3 (Burning Shed) - 2001
- Recreator: Solar Sahara (FMR) - 2001
- No-Man: Lost Songs, Volume One (Burning Shed) - 2001
- No-Man: Returning Jesus (3rd Stone) - 2001
- Rod Blake: Blake (Candid) - 2001
- Tito Lopez Combo: Tito Rides In (Acid Jazz) - 2001

- Gong: Zero to Infinity (Snapper music) - 2000
- Gong: Live to Infinitea (Snapper music) - 2000
- Bass Communion: Invisible Soundtracks Macro 3 compilation (Leaf) - 2000 ("Quantico" track )
- Bass Communion: "Drugged" remix on Silver Apples Remix CD (3rd Stone) - 2000
- Porcupine Tree: Stranger by the minute/Even Less(pt 2) (single, K Scope) - 2000
- Cipher:  Hidden Art compilation  (Hidden Art) - 2000 - (exclusive Cipher track "The Lodger pt 2")
- Jansen Barbieri Karn: Medium sampler. (Medium) - 2000 - (live track "Life without buildings").
- Pulse Remix CD: DJ Spooky and Steve Jansen tracks (Medium) - 2000

- Porcupine Tree: Stupid Dream (K scope) - 1999
- Porcupine Tree: Piano Lessons/ Ambulance Chasing (Kscope) - 1999 - single
- Various: The Sky Goes All The Way Home. (Voiceprint) - 1999 - (Cipher and No-Man tracks)
- Bass Communion: Bass Communion 2 (Hidden Art) - 1999
- Yukihiro Takahashi/Steve Jansen: Pulse (Con - Sipio) - 1999
- Cipher: No Ordinary Man (Hidden Art) - 1999

- Jansen Barbieri Karn: _ism (Medium) - 1998
- Masami Tsuchiya: Forest People (Polygram/ Cross) - 1998
- Bass Communion: Bass Communion (3rd Stone Records) - 1998
- Indigo Falls: Indigo Falls (Medium Productions) - 1998
- Velvet Smooth Moods 2 (Jazz FM Records) - 1998 - track on compilation
- The Great Unknown: It's out there (Infinity records) - 1998

- Sugizo: Truth (Polygram/Cross) - 1997
- Ute: Under The External (track - 'three breaths') Id/Mercury(Polygram) - 1997

- Dick Heckstall-Smith: Celtic Steppes (33 Records) - 1996
- Gaddy Zerbib: Gaddy Zerbib (Zerbib) - 1996
- Jive Nation: Under African Skies (Bridge Records) - 1996

- The Other Side: Dangerous Days (Bridge Records) - 1994
- Jade Warrior: Distant Echoes (Red Hot) - 1993